# Skrikesjön
Skrikesjön är en sjö i Örnsköldsviks kommun i Ångermanland och ingår i Moälvens huvudavrinningsområde. Sjön har en area på 0,694 kvadratkilometer och ligger 17 meter över havet. Sjön avvattnas av vattendraget Åtebäcken.

## Delavrinningsområde
Skrikesjön ingår i det delavrinningsområde (701617-163653) som SMHI kallar för Utloppet av Skrikesjön. Medelhöjden är 55 meter över havet och ytan är 4,88 kvadratkilometer. Det finns inga avrinningsområden uppströms utan avrinningsområdet är högsta punkten. Åtebäcken som avvattnar avrinningsområdet har biflödesordning 3, vilket innebär att vattnet flödar genom totalt 3 vattendrag innan det når havet efter 16 kilometer. Avrinningsområdet består mestadels av skog (52 procent), öppen mark (14 procent) och jordbruk (12 procent). Avrinningsområdet har 0,68 kvadratkilometer vattenytor vilket ger det en sjöprocent på 13,9 procent.